# Кантемир (станція)
Кантемир — проміжна залізнична станція 5-го класу Одеської дирекції Одеської залізниці на лінії Одеса-Застава I — Арциз між станціями Білгород-Дністровський (22 км) та Кулевча (18 км). Розташована поблизу села Олексіївка Білгород-Дністровського району Одеської області.

## Історія
Станція відкрита 1917 року в складі дільниці Аккерман — Ізмаїл.

## Пасажирське сполучення
Через станцію Кантемир пасажирські поїзди прямували без зупинок. До 10 грудня 2017 року на станції зупинявся поїзд місцевого сполучення  № 686/685 Ізмаїл — Одеса.
Найближчі станції Білгород-Дністровський (22 км) та Кулевча (18 км), де до 2022 року здійснював зупинки нічний швидкий поїзд «Дунай» сполученням Київ — Ізмаїл.